# ブルー・ルーム
『ブルー・ルーム』（The Blue Room）は、アルトゥル・シュニッツラーの『輪舞』を元に、劇作家デヴィッド・ヘアーが書いた戯曲である。
様々な愛の模様を描いた10場面で構成されており、10人の登場人物を2人で演じわける。
1998年から1999年にかけてニコール・キッドマンがロンドンとブロードウェイでこの舞台に立ち、ヌードシーンもあったため、公演開始前にチケットは売り切れた。共演はイアン・グレン。

## 日本公演
2001年には内野聖陽と秋山菜津子の共演で上演された。